# Ефимова, Екатерина Матвеевна
Ефимова Екатерина Матвеевна (6 мая 1910, Санкт-Петербург — 14 сентября 1997, Санкт-Петербург) — советская художница, член Санкт-Петербургского Союза художников (до 1992 года — Ленинградской организации Союза художников РСФСР).

## Биография
Ефимова Екатерина Матвеевна родилась 6 мая 1910 года в Санкт-Петербурге (в некоторых источниках ошибочно указан 1911 год). В 1933—1934 занималась на рабфаке ЛИЖСА, затем в частной студии у Б. Фогеля в Ленинграде. В 1944 поступила на отделение живописи ЛИЖСА имени И. Е. Репина. Занималась у Александра Зайцева, Генриха Павловского, Семёна Абугова. Окончила институт в 1950 году по мастерской М. И. Авилова с присвоением звания художника живописи. Дипломная работа — картина «Первый экзамен». В этом же году была принята в члены Ленинградского Союза Советских художников.
Участвовала в выставках с 1943 года, экспонируя свои работы вместе с произведениями ведущих мастеров изобразительного искусства Ленинграда. Писала жанровые и батальные картины, пейзажи, натюрморты. Среди произведений, созданных Е. Ефимовой, картины «Партизаны» (1943), «Букет с красными лилиями. Натюрморт» (1950), «Утро» (1951), «У разъезда» (1952), «В школу», «Утро» (обе 1953), «Пасмурный день» (1954), «Подводные лодки в море» (1955), «Северный флот», «Цель накрыта» (обе 1956, в ЦВММ), «Летний день», «Пена. Этюд» (обе 1957), «Осень в Крыму» (1959), «На скамейке» (1960), «Дворик», «Посёлок», «Весна», «Горячий Ключ» (обе 1961), «После праздника» (1963), «Нарвская ГРЭС» (1967) и другие. Была замужем за художником Александром Алексеевичем Ефимовым (1905—1964). Мать ленинградской художницы Ольги Александровны Ефимовой (1934—1994).
Скончалась 14 сентября 1997 года в Санкт-Петербурге на 88-м году жизни.
Произведения Е. М. Ефимовой находятся в музеях и частных собраниях в России и за рубежом.